# Conan le Barbare (comics)
Pour les articles homonymes, voir Conan le Barbare (homonymie).
Conan le Barbare est un personnage de fiction créé par l’écrivain américain Robert Ervin Howard dans ses romans d’heroic fantasy. Il a fait l’objet d’adaptations en comics chez Marvel, Dark Horse et actuellement Titan Comics.
En 2018, Glénat publiera sa propre version de Conan. Conan sera de retour à Marvel en 2019, Dans le même esprit, le collectif italien Leviathan Labs publiera sa version de l'éditeur Weird Book. En 2021, l'éditeur espagnol DQómics a publié Conan de Cimmeria, d'Ángel G. Nieto avec des dessins de Julio Rod et des couleurs d'Esteban Navarro.

## Le personnage
Conan est un jeune Cimmérien avide d’aventures. Très jeune, il quitte la Cimmérie, présentée par Howard comme une contrée sombre et sinistre, peuplée d'individus maussades, adorant un dieu qui se moque d'eux et de leur condition d'humains: Crom. Le besoin d'aventure va conduire Conan dans la plupart des pays de l'Âge Hyborien, l'univers inventé par Howard.
Marvel adapta tous les textes originaux, mais du fait de la parution mensuelle, introduisit une continuité narrative qui n'existe pas dans les récits originaux de Howard. Les personnages récurrents sont rares: on note tout particulièrement Red Sonja " la Diablesse à l'épée" et la pirate Bêlit, co-vedette de plus d'une quarantaine de numéros de la bande dessinée (alors que Howard ne la met en scène que dans une seule nouvelle).
Conan est avant tout un aventurier dont l'ambition se résume à jouir de la vie et du moment présent. En tant que Cimmérien, il se méfie instinctivement de la civilisation, vue comme corruptrice par nature. Le personnage agit souvent en tant que révélateur des failles de la civilisation et catalyseur des événements, ce que l'on retrouve parfois dans les adaptations en bandes dessinées.
La Marvel publiant avant tout des séries de super-héros, le Conan des fascicules se retrouva rapidement vêtu d'un pagne de fourrure et armé d'une épée, "uniforme" qui aidait l'acheteur à mieux identifier le personnage, mais qui conduisit également à transmettre l'idée d'un personnage toujours habillé en "slip de fourrure", quel que soit le climat et les latitudes.
Howard n'appelle jamais son personnage "Conan le barbare" dans les textes originaux, mais Conan "le Cimmérien". Le succès du comic-book Marvel donna sa popularité à l'appellation "Conan le Barbare".

## Publications aux États-Unis
Conan est sans doute l’œuvre la plus connue et la plus aboutie de Robert E. Howard. Lorsque, dans les années 1970, Roy Thomas souhaita l’adapter en comics, il fit part de son projet à Stan Lee qui se montra peu enthousiaste pour sortir des sentiers battus des super-héros. Toutefois, à force de persuasion, Thomas réussit à le convaincre de publier un premier numéro de Conan the Barbarian avec au crayon un dessinateur britannique alors quasiment inconnu, Barry Smith.
John Buscema avait bien été pressenti, mais ses tarifs élevés risquaient de handicaper une revue balbutiante sur un créneau à risque. Smith dessinera une vingtaine d’épisodes flamboyants avant de claquer la porte. La revue est alors sur les rails du succès et John Buscema revient pour dessiner celui qui deviendra son personnage fétiche. Dès le début, il dessine un Conan plus musclé que celui de Smith. Il imprime son style à la série à tel point qu’il en est devenu indissociable. Le succès aidant, Marvel décline le héros dans plusieurs revues : Conan the Barbarian est la série principale, The Savage Sword of Conan propose des histoires plus adultes, plus longues et en noir et blanc, tandis que King Conan (puis Conan the King) montre le barbare devenu roi d’Aquilonie.
Après plus de 120 épisodes, Roy Thomas quitte le navire tandis que Buscema dessine encore la majorité des épisodes. Petit à petit, il sera remplacé au sommaire de ces revues, mais pas dans le cœur des lecteurs. Après 275 numéros, la série est arrêtée aux États-Unis. Une tentative de reprise verra bien le jour, mais elle échouera. Conan peut-il survivre sans Roy Thomas et John Buscema ?
En 1997, Marvel Comics publie une mini-série Conan The Barbarian en 3 épisodes, scénarisée par Roland J. Green et dessinée par Claudio Castellini. 
En 2000, Marvel cesse les publications de Conan, et Dark Horse acquiert le permis de publication de Conan en 2003.
Une nouvelle série, intitulée simplement Conan, est publiée par Dark Horse, depuis 2004, scénarisée par Kurt Busiek et dessinée par Cary Nord. Elle a été partiellement traduite par Soleil.
Dark Horse a également publié plusieurs mini-séries et one shots comme Conan and The Jewels of Gwahlur par P. Craig Russell en 2005, ou Conan and The Song of the Dead par Joe R. Lansdale et Timothy Truman, ce dernier ayant d’ailleurs repris le scénario de la série régulière fin 2006. En 2008, une nouvelle série est lancée, Conan the Cimmerian par Timothy Truman et Tomás Giorello. Dark Horse continue la publication des histoires de Conan, certaines adaptées des livres de R.E. Howard, sans continuité particulière avec celles parues chez Marvel.

### Marvel Comics
- Séries principales

| Titre                     | Numéros      | Dates     | Première publication en France |
| ------------------------- | ------------ | --------- | --- |
| Conan the Barbarian       | #1 - 275     | 1970–1993 | Eclipso #42 - 59, 84, L'Inattendu #7 - 9, Dracula #17, Conan (Arédit/Artima) #1 - 7, Démon #17 - 20, Conan le Barbare (Arédit/Artima) #1 - 18, #1 - 8 (2e série), Super Conan #1 - 51, Conan (Semic) #1 - 39, Conan Spécial #2 |
| Conan the Barbarian       | Annual #1-12 | 1973-1987 | Conan le Barbare (Arédit/Artima) #3 - 8 |
| Giant-Size Conan          | #1 - 5       | 1974–1975 | Démon #1, Conan (Éditions Lug) #3, 7 |
| Savage Sword of Conan     | #1 - 235     | 1974–1995 | Conan (Éditions Lug) #1 - 9, Conan (Arédit/Artima, collection Artima Color Marvel Géant) #3 - 12, Spécial Conan # 1 - 26, Super Conan #1 - 52                                                                                  |
| King Conan/Conan the King | #1 - 55      | 1980–1989 | Conan le Barbare (Arédit/Artima) #1, King Conan #1 - 3, Super Conan Spécial #1 - 5 |
| Conan the Adventurer      | #1 - 14      | 1994–1995 | |
| Conan                     | #1 - 11      | 1995–1996 | Conan (Panini) #1 - 4 |
| Conan the Savage          | #1 - 10      | 1995–1996 | Conan (Panini) #1 |

- Mini-séries et one-shots
  - Conan the Barbarian – Movie special #1-2 (1982)
  - Conan the Destroyer – Movie special #1-2 (1985)
  - The Official Handbook of the Conan Universe (1985)
  - Conan vs. Rune (1995)
  - Conan the Barbarian vol. 2 #1-3 (1997)
  - Stalker of the Woods #1-3 (1997)
  - The Usurper #1-3 (1997-1998)
  - Lord of the Spiders #1-3 (1998)
  - River of Blood #1-3 (1998)
  - The Return of Styrm #1-3 (1998)
  - Scarlet Sword #1-3 (1998-1999)
  - Death Covered in Gold #1-3 (1999)
  - The Flame and the Fiend #1-3 (2000)
- Marvel Graphic Novels
  - The Witch Queen of Acheron (1985)
  - Conan the Reaver (1987)
  - Conan of the Isles (1988)
  - The Skull of Set (1989)
  - The Horn of Azoth (1990)
  - Conan the Rogue (1991)
  - The Ravagers out of Time (1992)
- Apparitions dans d'autres séries
  - Savage Tales #1-5 (1971) (En France : Conan l'Intégrale (Panini) #18, Conan Spécial #2)
  - What if? vol. 1 #13 (en France : Et si... #3), 39, 43
  - What if? vol. 2 #16
  - Marvel Age #1, 2, 8, 13
  - Marvel Treasury Edition #4, 15, 19, 23 (rééditions format planche)
  - Marvel Super Special
    -  #2 Revenge of the Barbarian (1977)
    -  #9 The Trail of the Bloodstained God (1978)
    - #21 Conan the Barbarian (1982, réédition au format magazine de Conan the Barbarian – Movie special #1-2)
    - #35 Conan the Destroyer (1984, réédition au format magazine de Conan the Destroyer – Movie special #1-2)

### Dark Horse Comics
La série Conan de Kurt Busiek et Cary Nord a duré 50 numéros, entre 2004 et 2008. Elle est suivie par Conan the Cimmerian (#0 - #25 de 2008 à 2010), écrite par Timothy Truman et dessinée par Tomás Giorello.
Les séries de Conan chez Dark Horse voient leurs titres changer, mais avec une numérotation interne qui se poursuit. Les auteurs (scénarios et dessins) variant aussi. (Par exemple, le no 100 correspond au 13 de la série de 2012.)
- Conan 00-50 (2003/2008) no 000-050, Kurt Busiek et Cary Nord,
- Conan the Cimmerian 00-25. (2008/2010) no 051-075, Timothy Truman et Tomás Giorello,
- Conan Road of Kings 01-12. (2010/2012) no 075-087, Roy Thomas et Mike Hawthorne,
- Conan the Barbarian 01-25. (2012/2014) no 088-112, Brian Wood et Becky Cloonan,
- Conan the Avenger 01-25. (2014/2016) no 113-137, Fred Van Lente et Brian Ching,
- Conan the Slayer 01-... (2016/...) no 138-..., Cullen Bunn et Sergio Dávila : Série en cours.

Ses aventures ont aussi été publiées sous le titre de King Conan suivant le même principe :
- King Conan 1-4 (2011) The Scarlet Citadel 1-4,
- King Conan 5-8 (2012) The Phoenix on the Sword 1-4,
- King Conan 9-14 (2013) Hour of the Dragon 1-6,
- King Conan 15-20 (2014) The Conqueror 1-6,
- King Conan 21-24 (2015) Wolves beyond the Border 1-4.

Des séries limitées et des one-shots sont parus régulièrement depuis 2004 :
- 2004 : Conan & the Daughters of Midora
- 2005 : 
  - Conan & the Jewels of Gwahlur 1-3.
  - Conan: The Demons of Khitai 1-4.
- 2006 : 
  - Conan: The Spear (court récit)
  - Conan : The Book of Thoth 1-4.
  - Age of Conan Hyborian Adventures
  - Conan & the Songs of the Dead 1-5.
- 2007 : Conan & the Midnight God 1-5.
- 2008 : Conan Trophy (court récit)
- 2009 : Conan The Mad King of Gaul 1-2.
- 2010 : 
  - The Weight of the Crown (King of Gaul conclusion)
  - Kiss of the Undead
- 2011 :
  - Conan Island of No Return 1-2. (suite de 'The Undead')
  - Conan : The Mask Of Acheron (Adaptation du film)
- 2012 : Conan : The Phantoms of the Black Coast 1-5.
- 2013 : Conan People of the Black Circle 1-4.

Enfin, des recueils sont parus régulièrement, avec les nouveaux récits de Dark Horse et des ré-impressions des parutions 'Conan le Barbare' et 'Savage Sword of Conan', et peu à peu, toutes les séries Conan éditées chez Marvel.
Recueils des séries régulières
1. The Frost Giant’s Daughter (mars 2005)
2. The God in the Bowl (novembre 2005)
3. The Tower of the Elephant (mai 2006)
4. The Hall of the Dead (juillet 2007)
5. Rogues In the House (mars 2008)
6. Hand of Nergal (octobre 2008)
7. Cimmeria (juin 2009)
8. Black Colossus (juin 2010)
9. Free Companions (octobre 2010)
10. Iron Shadows in the Moon (mai 2011)

Recueils des mini-séries
- Conan and the Jewels of Gwahlur (janvier 2006)
- Conan and the Demons of Khitai (juillet 2006)
- Conan: Book of Thoth (décembre 2006)
- Conan and the Songs of the Dead (avril 2007)
- Conan and the Midnight God (novembre 2007)
- The Blood-Stained Crown (janvier 2008)
- Born on the Battlefield (juillet 2008)
- The Spear (juin 2010)

Recueils de The Chronicles of Conan (réédition de Conan the Barbarian vol. 1 avec une mise en couleur refaite)
1. Tower of the Elephant (octobre 2003)
2. Rogues in the House (janvier 2004)
3. The Monster of the Monoliths (février 2004)
4. The Song of Red Sonja (juillet 2004)
5. The Shadow in the Tomb (octobre 2004)
6. The Curse of the Golden Skull (mars 2005)
7. The Dweller in the Pool (mai 2005)
8. Brothers of the Blade (septembre 2005)
9. Riders of the River-Dragons (février 2006)
10. When Giants Walk the Earth (mars 2006)
11. The Dance of the Skull (février 2007)
12. The Beast King of Abombi (juin 2007)
13. Whispering Shadows (novembre 2007)
14. Shadow of the Beast (mars 2008)
15. The Corridor of Mullah-Kajar (juillet 2008)
16. The Eternity War (novembre 2008)
17. The Creation Quest (avril 2009)
18. Isle of the Dead (octobre 2009)
19. Deathmark (juin 2010)
20. Night of the Wolf (décembre 2010)
21. Blood of the Titan (août 2011)
22. Dominion of the Dead (juillet 2012)
23. Well of Souls (janvier 2013)
24. Blood Dawn (juillet 2013)
25. Exodus (novembre 2013)
26. Legion of the Dead (avril 2014)
27. Sands Upon the Earth (juillet 2014)
28. Blood and Ice (décembre 2014)
29. The Shape in the Shadow (mars 2015)